# Kanton Hérimoncourt
Der Kanton Hérimoncourt war bis 2015 ein französischer Wahlkreis im Département Doubs und in der damaligen Region Franche-Comté. Er umfasste 15 Gemeinden im Arrondissement Montbéliard; sein Hauptort (frz.: chef-lieu) war Hérimoncourt. Die landesweiten Änderungen in der Zusammensetzung der Kantone brachten im März 2015 seine Auflösung. Vertreter im conseil général des Départements war zuletzt von 1993 bis 2015 Jean-Marie Bart.

## Gemeinden
- Abbévillers
- Autechaux-Roide
- Blamont
- Bondeval
- Dannemarie
- Écurcey
- Glay
- Hérimoncourt
- Meslières
- Pierrefontaine-lès-Blamont
- Roches-lès-Blamont
- Seloncourt
- Thulay
- Vandoncourt
- Villars-lès-Blamont